# Med ret til at dræbe
|  | Denne artikel er oprettet af botten PalnaBot ud fra en ekstern database. Den kan derfor have sproglige fejl eller mangler. Denne skabelon kan fjernes efter kontrol af indholdet. |

Med ret til at dræbe er en dokumentarfilm fra 2003 instrueret af Morten Henriksen og Peter Øvig Knudsen efter manuskript af Peter Øvig Knudsen.
Filmen blev tildelt en Robert for årets lange dokumentarfilm i 2005.

## Handling
Dokumentarfilm om de 400 likvideringer, som modstandsbevægelsen foretog i Danmark under besættelsen. En række af de folk, der deltog i likvideringerne, fortæller efter langvarig tavshed og for første gang på film om deres oplevelser og konsekvernserne heraf. Det var en bevidst politik, og også dette var medvirkende til, at drabene har trukket blodige spor gennem mange menneskers liv. Filmen der baserer sig på Peter Øvig Knudsens bog "Efter Drabet", består af interviews, dokumentaroptagelser og rekronstruktioner af begivenheder.